# Basedowstraße 11 (Magdeburg)

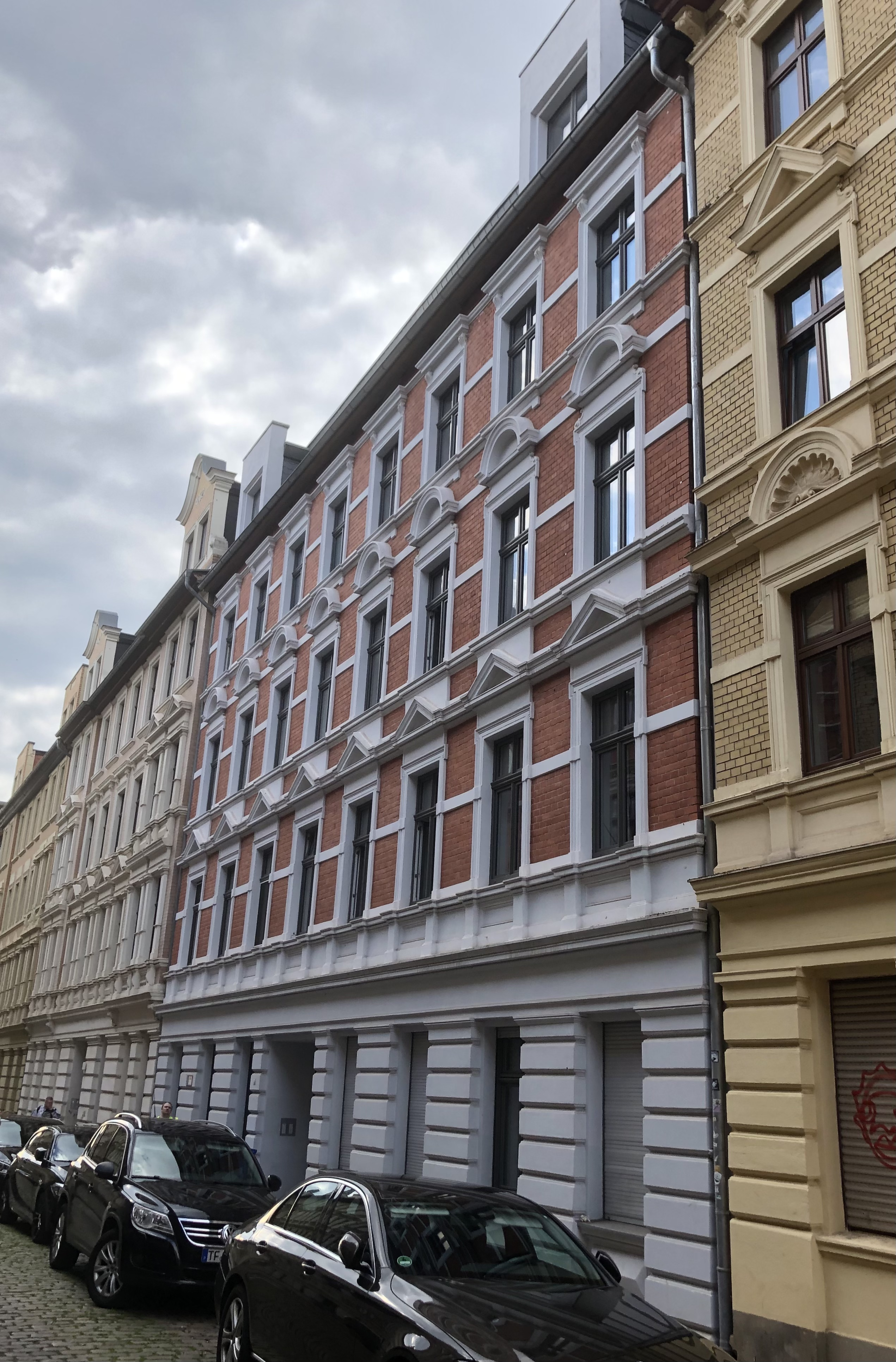
Basedowstraße 11 in Magdeburg, 2021

Das Gebäude Basedowstraße 11 ist ein denkmalgeschütztes Wohnhaus in Magdeburg in Sachsen-Anhalt.

## Lage
Es befindet sich auf der Nordseite der Basedowstraße im Magdeburger Stadtteil Buckau. Unmittelbar westlich grenzt das gleichfalls denkmalgeschützte Haus Basedowstraße 9, östlich die Basedowstraße 13 an. Zugleich gehört es zum Denkmalbereich Basedowstraße.

## Architektur und Geschichte
Das viergeschossige Wohnhaus entstand im Jahr 1891 nach einem Entwurf von Bercht. Die achtachsige repräsentativ gestaltete Fassade des Ziegelbaus ist im Stil der Neorenaissance in strengen Formen gegliedert. Am Erdgeschoss finden sich Putzbänder. 
Im örtlichen Denkmalverzeichnis ist das Wohnhaus unter der Erfassungsnummer 094 17770 als Baudenkmal verzeichnet.
Das Haus gilt als Teil des gründerzeitlichen Straßenzugs als städtebaulich bedeutsam.